# Kororgel

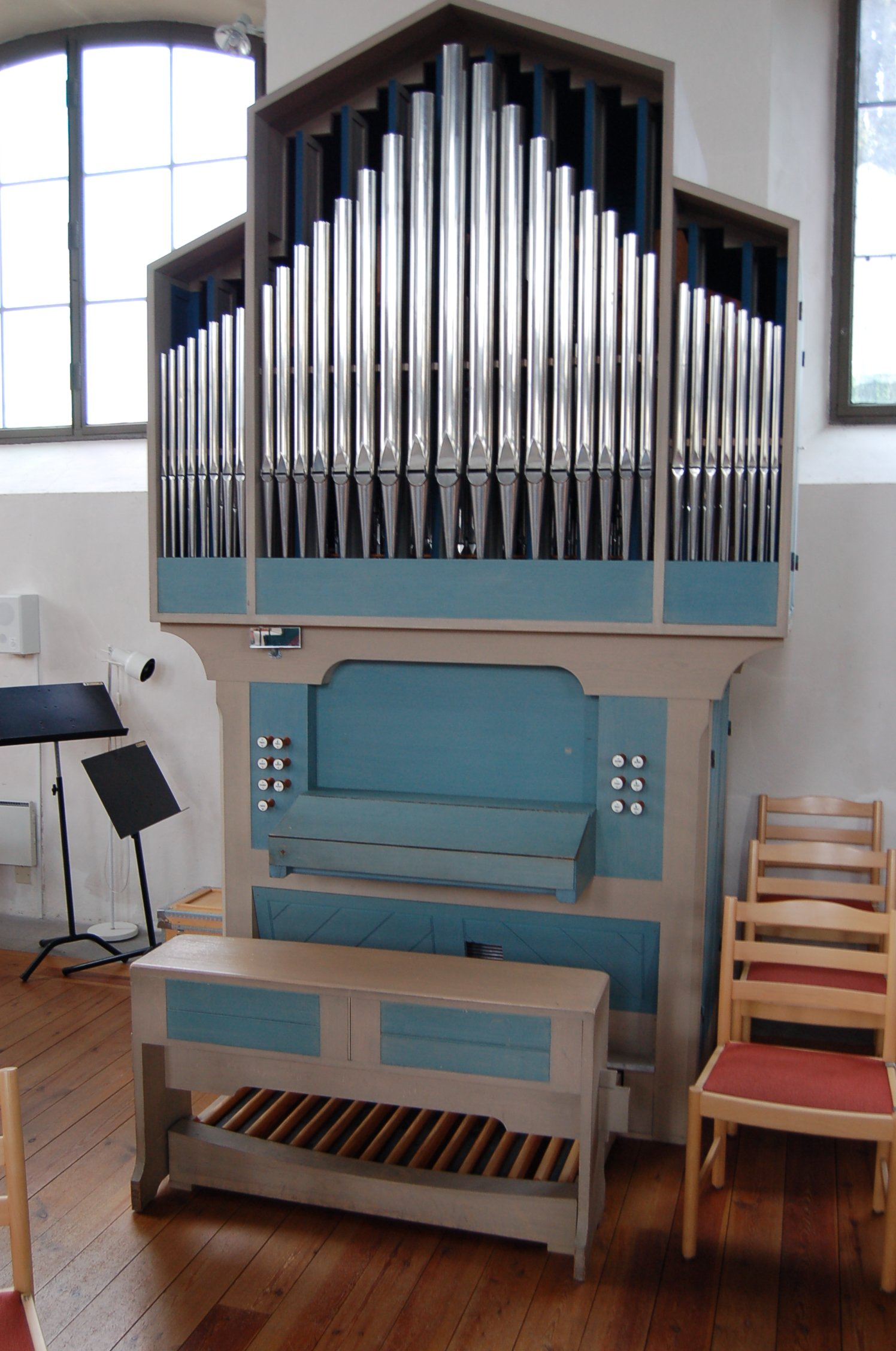
Kororgel i Brunskogs kyrka

Kororgel är en orgel, som fått sitt namn utifrån att den placerats i eller nära kyrkans kor. Den är ofta mindre än en orgel placerad på annat ställe i en kyrka, men behöver inte vara det.
På samma sätt betecknar ordet läktarorgel var en orgel är placerad.
Tidigare användes kororgeln till att ackompanjera liturgens sång och spelades från huvudorgelns spelbord. Numera används den mera som självständigt gudstjänstinstrument, särskilt som kören oftare har sin plats i koret.